# Känn ingen sorg för mig Göteborg (sång)
Känn ingen sorg för mig Göteborg är den svenska popartisten Håkan Hellströms debutsingel, den släpptes den 8 maj 2000 på Virgin Records och blev hans genombrott som soloartist. Den återfinns som titellåt på Hellströms debutalbum med samma namn som gavs ut i oktober samma år. B-sidan "Vi två, 17 år" är hämtad från en demoinspelning i juli/augusti 1999. Singeln nådde som högst 29:e plats på den svenska singellistan. I samband med Hellströms 10-årsjubileum som soloartist 2010 gavs en 7-tums vinylversion av singeln ut i begränsad upplaga.
Låtens musikvideo är regisserad av Louise Storm och Fredrik Egerstrand.

## Bakgrund

### Referens till Eldkvarn
Hellström har många gånger uttalat beundran för det svenska rockbandet Eldkvarn. Detta visar sig också i texten till "Känn ingen sorg för mig Göteborg" där han i ett parti sjunger:
"Ta mig till kärlek / Ta mig till dans / Ge mig nåt som tar mig någonstans."
Textraden påminner om Eldkvarns "Djungel" som spelades in 1981, där bandets sångare Plura Jonsson sjunger:
"Ta mig till kärlek / Ta mig till dans / Spela det nummer / Som tar mig nånstans."
Plura Jonsson uttryckte stolthet över att ha blivit citerad av en artist som han själv tyckte om. Hellström medverkar på Eldkvarns album Atlantis som utkom 2005, där han körar på spåret "Konfettiregn". Vidare har Hellström medverkat i en rad konserter tillsammans med Eldkvarn. På Hellströms album Nåt gammalt, nåt nytt, nåt lånat, nåt blått från 2005 finns två spår som spelats in live tillsammans med Plura Jonsson.

## Låtlista
Alla låtar skrivna av Håkan Hellström.
1. "Känn ingen sorg för mig Göteborg" – 3:46
2. "Vi två, 17 år" (demo) – 3:59

## Listplaceringar
| Lista (2000) | Topplacering |
| ------------ | ------------ |
| Sverige      | 29           |

När P3 Populär efter en omröstning bland lyssnarna listade 00-talets bästa låtar på nyårsaftonen 2009 vann "Känn ingen sorg för mig Göteborg" (Kent kom tvåa med singeln "Dom andra").

## Coverversioner
I tv-programmet Dansbandskampen 2010 på SVT tolkades låten av CC & Lee.

### Fotnoter
1. ↑  Håkan Hellströms officiella webbplats - Diskografi Arkiverad 27 juli 2010 hämtat från the Wayback Machine.. Läst 17 juni 2010.
2. ↑  Håkan Hellströms officiella webbplats: Håkan Hellströms samlade singlar[död länk]. Hämtad 2010-05-13.
3. ↑  Moa Stenqvist (2 februari 2005). ”"Kul att han lyssnat så mycket på oss"”. www.expressen.se. https://www.expressen.se/noje/kul-att-han-lyssnat-sa-mycket-pa-oss/. Läst 19 april 2020.
4. ↑  ”Sjögren gav Eldkvarn lusten åter”. TT/Svenska Dagbladet. 11 april 2005. ISSN 1101-2412. https://www.svd.se/sjogren-gav-eldkvarn-lusten-ater. Läst 19 april 2020.
5. ↑  Placeringar på den svenska singellistan
6. ↑  ”Dansbandskampen”. 25 februari 2010. Arkiverad från originalet den 25 november 2010. https://web.archive.org/web/20101125170843/http://svt.se/2.136446/1.2199569/alla_latar_och_nummer_i_del_2. Läst 7 juli 2011.